# La nuova era (romanzo)
La nuova era è un romanzo di Luca Doninelli del 1999, vincitore nel 2000 del Premio Grinzane Cavour e finalista al Premio Strega.

## Trama
Un tranquillo professore di letteratura italiana conduce una vita normale, movimentata solo da fugaci ed intense storie d'amore e sesso. Il fisico vigoroso aumenta il suo fascino discreto di intellettuale e quando una studentessa del suo corso lo avvicina non si stupisce più di tanto. La ragazza si chiama Chiara e l'esperienza surreale che il protagonista si troverà a vivere con la giovane lo condurrà in carcere. Chiara è infatti innamorata di un principe-azzurro che le ha stravolto mente e fisico, obbligandola a tatuarsi scritte indecenti su tutto il corpo. La ragazza, ingenua seguace delle dottrine new Age, si farà mettere incinta dal professore nel folle intento di legare ancor di più il brutale fidanzato. Quest'ultimo la farà abortire ed il professore cercherà in qualche modo di mettere "ordine nel caos".

## Edizioni
- Luca Doninelli, La nuova era, Milano, Garzanti, 1999.